# 香

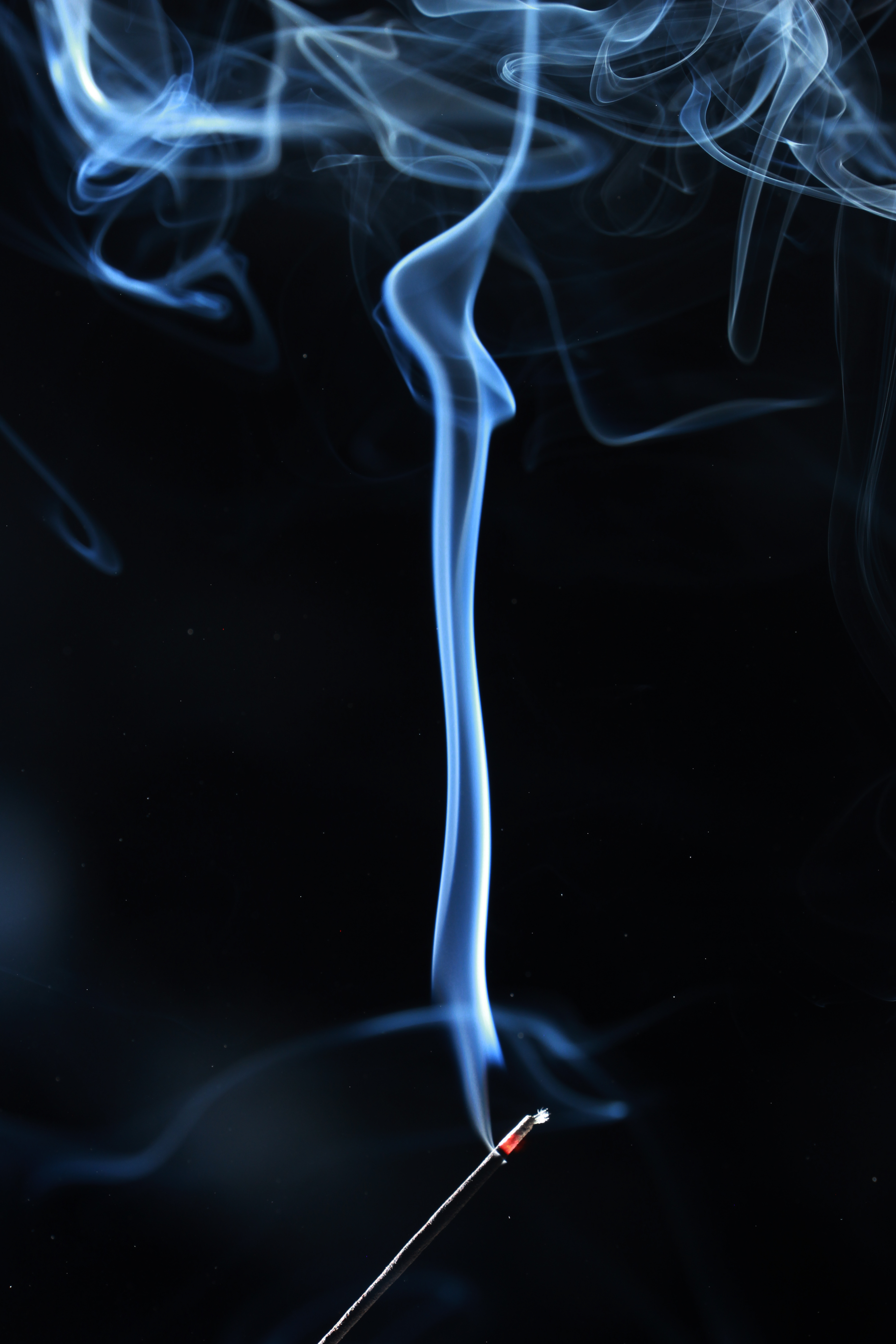
燃燒中的棒狀香

香，一般指以木材粉末與一些添加的香料、藥劑、粘合劑做成的用於燃燒的香是通過燃燒來發揮作用的，稱為焚香（或燒香），將香粉裝入容器中燃燒，稱捻香。香在燃燒時能夠釋放出香氣和藥劑，還有縷縷的青煙。
焚香主要用於宗教儀式，一般用在祭祀鬼神，通常在香爐中燃燒，燃燒的灰燼稱為香火（香灰），有時被視為神明的象徵。在許多地區，尤其是漢字文化圈，認為神靈或者亡魂能吸食其香氣，故在神像、神位前燃香有「供養飲食」（享受香火）的意味；因為煙係向天上升，有傳達上天的象徵，故人們會持香祈禱許願，祈求上達天聽。常見於佛教、道教的寺廟，或者是基督宗教中的正教會、天主教、聖公會及德意志的信義宗等的一些儀式中。除了可使用在宗教儀式以外，有的特種香還可以驅蚊。
香品選擇與焚香的環境，都需要人們注意；香品以天然材料為主，焚香會導致懸浮微粒等污染物數目大增，危害與二手煙類似，會傷害身體，長久甚至致癌。焚燒香品的環境，應處於半戶外或室內通風良好空間裡，讓焚香過程保持虔誠與舒適感。

## 词义和分類
“香”这个汉字，是「黍」和「甘」的组合，原作。「黍」是一种粮食，「甘」是口中一点指事，表示甘甜滋味，故“香”的原意是穀物糧食成熟後的芳香氣；引申泛指一切好聞的氣味，芳香，稱爲香味、香氣。
因為香氣，又可以“香”代指發出香氣的物品，這類物品稱爲香料、熏香，簡稱作香。這類香料可取自植物，例如檀香、艾香、乳香等；也可取自動物，如麝香、龍涎香等；有的則是人工合成的，多見於香水。
香料未製作定型的散香，可以放在器皿中燃燒，像天主教會作彌撒時，會舀一勺乳香撒入香爐的木炭上燃燒，然後在聖像前搖晃香爐，散放香味熏染。通常目前亚洲人使用的香，多是经加工定型了的，根據形狀，可分為：線香（細長如線，豎立放置的稱立香〔竹香〕，躺臥放置的稱臥香）、盤香（做成盤龍狀，蚊香多用此造型）、环香（螺旋盘成环装）、塔香（又稱锥香，做成上尖下圓的塔锥狀）等。也可按使用方法分为烧香、塗香等。传统上，中国使用的香还有篆香（又称印香或香印）、香丸和香木。
- 佛壇前的線香
- 神主牌前的線香
- 上海龍華寺燃燒的線香
- 河內文廟所燃燒的線香
- 俄羅斯正教會執事於遊行前準備所要燃燒的香（乳香）

## 香的文化

### 燒香的起源

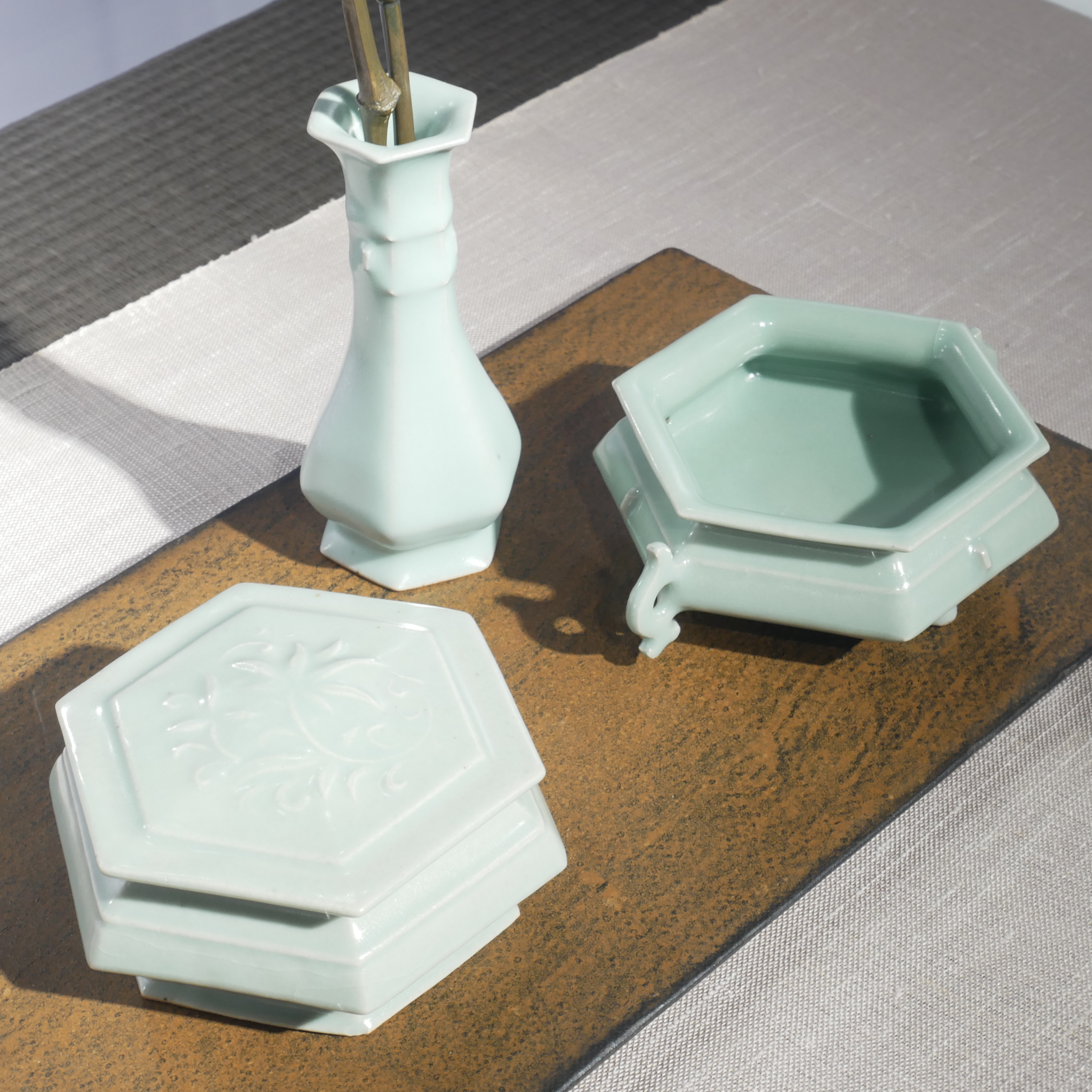
青瓷六方瓶與香盒

佛教的使用最早是由印度的佛教徒開始，相傳古印度的一些阿闍黎在弘法時，因為天氣炎熱，許多人前來聽法，都感到昏沈，所以聽眾為了更貼近佛法，找來有香味的木材，切成條狀放在容器中燃燒，藉著它所散發出的香味驅除睡意，振奮精神，這就是燒香的起源。
從此以後燒香便成為佛教徒抗拒誘惑、堅定自己信念的方法，慢慢地, 香的形式也逐漸演變成將香料黏上竹枝插在香爐中焚燒，香的意義也從單純做振奮提神的用途，變為禮佛的工具。

### 燒香
佛教傳入中國後，華人認為鬼神可以吸食香氣為食，故燒香是人們對神明、佛菩薩、祖先的奉承，如供品一般，以求保佑平安、滿足各種慾望，後常用以為表示敬意，或對陰鬼示慈悲心，佛家認為鬼道眾生喜歡燃香的氣味。
佛家在《蘇悉地羯羅經》中論述了以塗香、華鬘、燒香、飯食、燈明為供養本尊的其一法物。佛教徒相信，燃香於佛前發願，是捨己為人之意，是「真供養」。
道教時常把香灰視為神靈的象徵，時稱香火，香港的車公廟供善信結緣的平安符是三角形的，內裡除了有符咒的咒文外，還加入來自該廟的香灰。香也是作法的用品之一，曾是有線電視《怪談》多年護法；《詭異檔案》主持，法科師傅司徒法正表示，參拜五方財神時須使用青、黑、黃、金，和赤色的香各一支，稱為「五色香」。有的作法在五鬼運財時不用五色豆而用五色香。

### 添香油
香客信徒捐錢給廟方買香和燈油，號稱香油錢、添油香（或稱添香油）。一般會在廟中置放一香油筒讓信徒自由捐獻，則「隨喜」。添香油錢一般是使用法定貨幣現金，而新興的電子模式尚有爭議。

### 線香製法

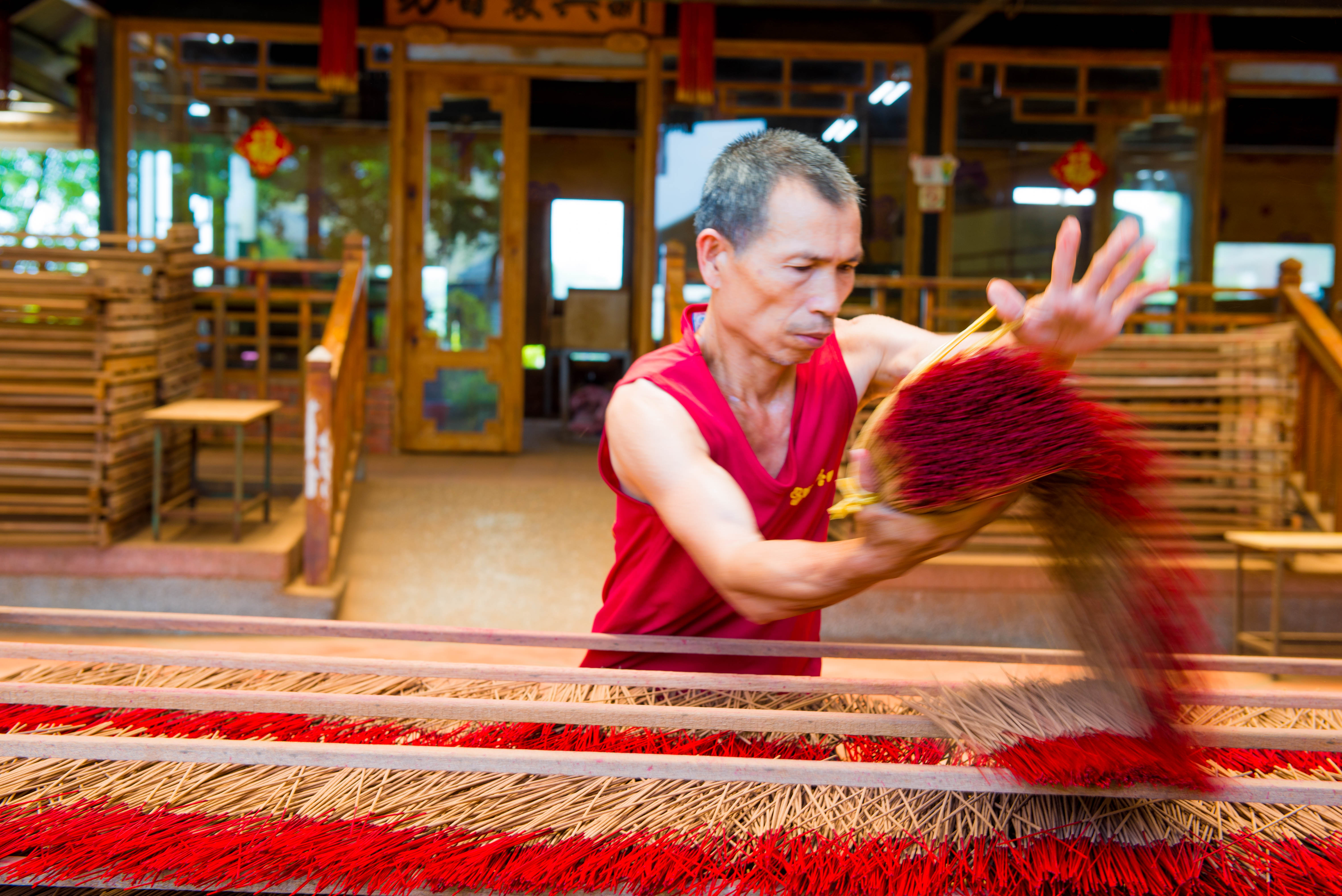
線香製作

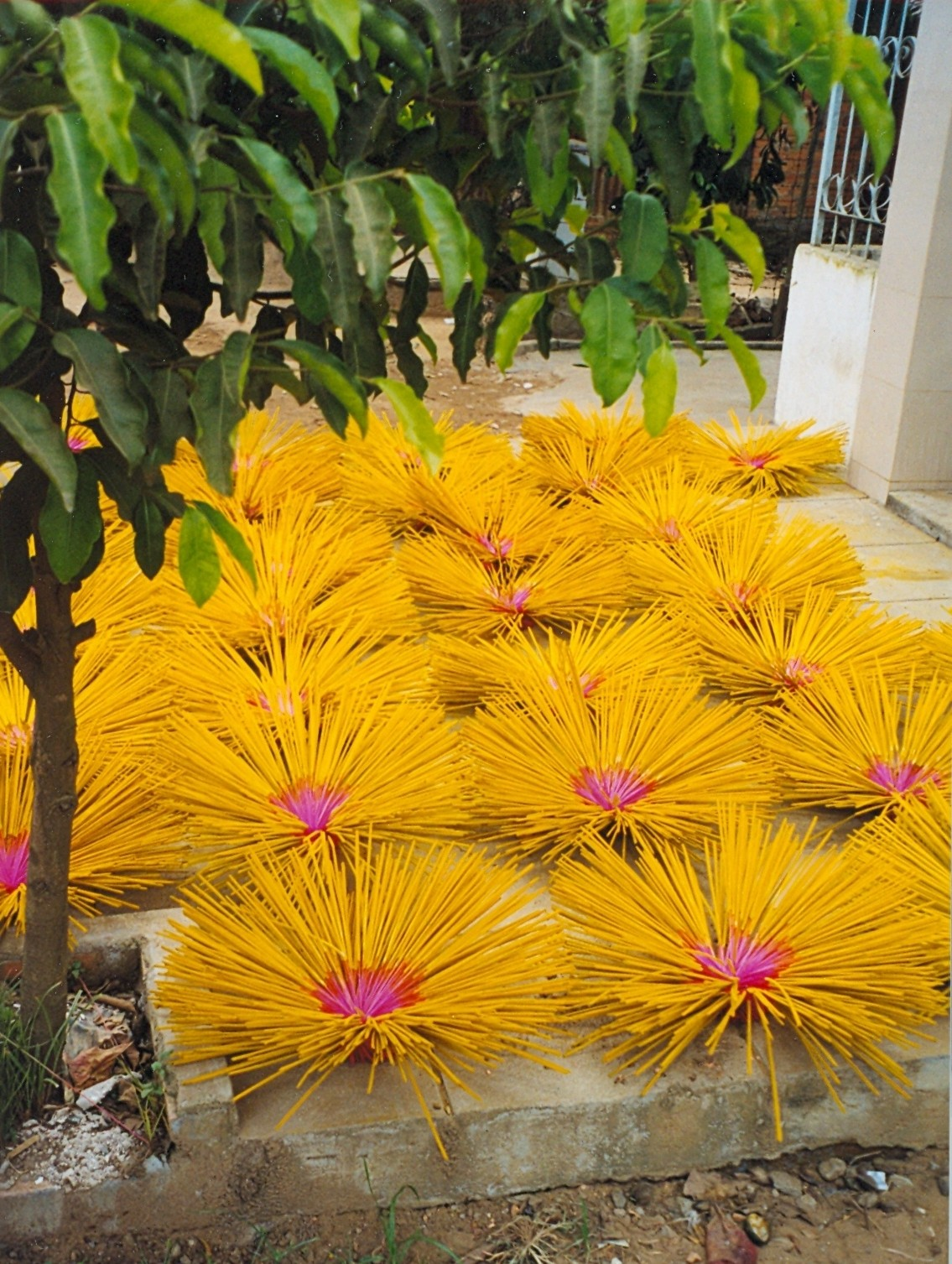
越南的線香製造

- 線香的製作係採直徑約10公分的竹筒，截成長約36公分的小段，再削成寬3公分多的竹片，然後多次對半剖成直徑約0.3公分的細長「香腳」，接著將整把香腳泡水，上端沾黏使用32種中藥材混合而成的香粉，下端則沾黏紅色香粉，即完成。一支香從剖竹到完工約需3至5天。[13]

- 在台灣，除了必備的沉香木及檀香外，其他常用製香藥材依序為細梗香草、大黃、米蘭、靈香草、甘松、丁香及肉桂。[14]

### 相關記載
- 宋人李琳曾言：「韋應物掃地焚香，燕寢為之凝清；黃魯直隱几炷香，靈臺為之空湛。」
- 清初文人錢曾亦說：「古人命筆雖小道，不感聊爾成書。……書館琴窗，蕭晨良夜，靜對此譜，如燒大象藏香一丸，興光網雲，覆甘露味國，爾時鼻觀先參者為何如也。」
- 雲龕居士稱“焚香之法，不見於三代”，漢至唐時儒生稍有使用。[15]
- 楊廷秀有〈焚香詩〉：「琢瓷作鼎碧於水，削銀為葉輕如紙。不文不武火力均，閉閣下簾風不起。……」，當時中央常發給州軍香藥以備博易米糧軍需，武岡設有「榷貨務」，掌控香藥買賣事宜[16]。
- 宋人沈立著有《香譜》[17]，內容有蘇州王氏幃中香、蘇內翰貧衙香、錢塘僧日休衙香、神仙合香、邢太尉韻勝清遠香等，共二十五條，又如顏持約著有《香史》等譜，皆早佚。
- 陳敬與其子陳浩卿編有《陳氏香譜》一書，彙集宋代十一家香譜。[18]
- 刻於元至治二年（1322年），明代朱祐檳編入《清媚合譜》中，清初《四庫全書》亦有收錄乾隆三十八年（1773年）范懋柱提供的天一閣版。錢曾評價此書：「凡古今香品、香異、諸家修製、印篆凝和、佩薰、塗傅等香，及餅、煤、器、珠、藥、茶，以至事類、傳、序、說、銘、頌、賦、詩莫不網羅搜討，一一具載。」[19]
- 《新纂香譜》（今缺三、四卷）收錄印篆香圖十六幅，明崇禎年間周嘉胄撰《香乘》等書。
- 《太平惠民和劑局方》記載用香藥為藥方，製成龍腦天麻煎、乳香沒藥圓、安息香圓、烏沉湯等，香藥普遍為民間所用。

### 引申
- 廣東俗語：「香」字貶義，解不幸的結束，例如死亡。常見於咒罵別人的惡口語句，如：「高登幾時香？」其意是：「高登何時倒閉？」；又如：「你媽香咗未？」則是：「你媽死了沒？」因為祭奠要燒香的，而香是燒給去世的人。由於中國人的心理因素影響，造成對死亡有所忌諱，所以以「香」字借代「死亡」而不直言。好比儘管如數字「四」沒有「死亡」之意，但因為與「死」字近音而有所避忌，這個就是「四的禁忌」。

## 香的成份
傳統線香、臥香、環香、塔香主要成分為木材粉，其種類有：老山木、檀木、水沉木、綠檀、香柏、新山木、沉香、中藥調和香、奇楠木等等天然或人工種植來源。其他成份則為竹子竹杆、楠樹皮粉、中藥材粉或香料粉，其所占比例小，主要提供香品未點燃存放時之香氣。

## 香的作用
在台灣民間信仰中，香的作用有許多種，大致可分兩大類。
一、香的主要功用：
- 通神、去鬼、辟邪、祛魅、逐疫、返魂、淨穢、保健等多方面。而其中更以通神與避邪為核心，由香烟加上香氣之二要素而演變者，蓋香烟裊裊直上昇天，可以通達神明，且香氣蕩漾，便可辟禦邪惡。

二：香的其餘作用
- 供奉：對於神明來說香會如同食物一般，通過吸收香的氣味來達到食用的效果。
- 占卜：香可以做為人神互通的媒介 。
- 發爐：香可以將人的意思傳給神，香也可以將神的意思傳給人，因此便有了「發爐」，另外發爐可能是家中有大事或有災難要發生，提醒信徒小心防範，其次也可能是為顯示神明發威，有事要當眾宣稱。
- 愉悅神明：燒香也可以讓神享用芬芳的香味。

## 對環境或健康的影響

### 主張燃香造成污染的論點

#### 科學報告
- 因而在燃燒後留下煙霧；至於檀香則具有不完全燃燒的木材、碳粒和懸浮物質等等。[20]焚燒的檀香主要為木製，同樣燃燒後含有最高量的「苯」、「甲苯」及「乙苯」等化學物質，不但造成空氣污染，也可能引起致癌風險。[21][22][23]香煙霧中含有的氣態污染物，例如：一氧化碳（CO），氮氧化物（NOx），硫氧化物（SOx），揮發性有機化合物（VOC），並吸收有毒污染物（多環芳烴和有毒金屬）。固體顆粒範圍在10和500納米之間。污染物排放率最多的是，印度檀香>日本沉香>台灣沉香>最少的為無菸檀香。[24]
- 有相關研究主張，燒香有害人體，甚可致癌。由台灣消基會調查發現市面上部份香，都含有多種的癌症化學物，如：甲苯。引用TVBS的新聞稿，師大化學系教授吳家誠：「說不定你的身體，就是在某一次在拜拜的，過程當中已經把這個致癌的因子，就放在你身體上，等到有一天也許你老了，或哪一天你很累的時候，身體衰弱的時候，這個致癌的因子，就會造成你可能產生的這個CANCER。」[25]台大職業醫學與工業衛生研究所教授詹長權指出，焚香、燒紙錢會產生的苯、甲醛、多環芳香烴等化學致癌物對身體有下列層次的毒害：多環芳香烴化合物可引起細胞發炎性反應；甲醛、甲苯則是中樞神經刺激物，可致神經系統受損，步態不穩，甚至昏迷。[26]
- 長期燒香可引至慢性中毒，增加患癌病危機。[27]香港的香以木材為主，雖有部分環保香去除了焦油，但取自柏樹或其他木材的香，其本質燃燒後會放出大量甲醛和異味。[28] 香港中文大學醫學院2020年一項研究發現，長者長期於室內燒香會損害其大腦功能及削弱認知能力，可能增加患上阿茲海默症及血管性認知障礙的風險。[29]
- 有呼吸道疾病或哮喘患者，小孩和孕婦的地方不宜「點香」（燒香）。香港醫學會會長蔡堅指出，根據醫學研究，「香」在焚燒期間所釋出的致癌物，會容易令患者及體弱者造成敏感，哮喘病發。[30]
- 點香祭品有致癌風險。林口長庚醫院臨床毒物科主任林杰樑說：「台灣罹患肺癌的女性，約七成是因烹飪吸入油煙或焚香吸入多環芳香烃化合物引致的。」 [31]壢新醫院副院長吳清平博士分析，現代的祭祀用品加入許多有害原料，在更多的科研鑑定燒香對身體傷害前，應自身減少吸入煙塵，保持良好的通風環境。[32]
- 精油、香氛和蠟燭都存在致命危險。消費者文教基金會檢出它們存在致癌物二氯甲烷及甲苯，輕則讓人頭痛、昏眩。吳家誠指出，二氯甲烷與甲苯都屬於神經毒品，累積，可能導致記憶力減退、睡不好或引起皮膚炎，二氯甲烷更是在一九九四年被認定為人體可能致癌物，暴露在500～1000 PPM環境中一至二小時，可能會昏眩、頭痛、意識喪失，若濃度超過50000 PPM，則會對生命產生立即危險。

#### 反對焚香的相關統計數據
- 一些病歷個案當中，寺廟的主持、法師正是因為焚香，燒紙錢等，而患上癌症，甚至因而死亡。[33]

- 新加坡針對61000多名人進行長達12年的追查[34]，發現燒香活動與呼吸道方面的癌症有關連[35]。研究對象年齡介於45歲至74歲之間，開始時沒有患癌[36]。但12年後，千多人呼吸道或肺部罹患癌症。大量燒香的人如同癮君子、抽煙者，同樣高於不抽菸、不點香的人的癌症率80%，但還有如吸煙與飲食等的其他因素所以需要更詳細的研究才能證實[37]。

- 香港癌症基金會指出很多鼻咽癌病例反映出與拜香有關。[38]

- 台灣癌症希望基金會表示：燒紙錢祭拜是民間習俗，但短時間大量焚燒，空氣汙染卻比烏賊車還嚴重。我們可以說「紙錢燃燒＝空氣汙染」，而且汙染程度比一般取締工廠的標準，還要有過之而無不及。[39]

## 代替物品

### 香煙
香煙，就是人們吸食內含尼古丁、焦油等致癌物的那一種。在缺乏「線香」的情況下，多以香菸代香祭拜亡魂、鬼神。可行於旅人露宿、軍隊行軍或是監獄囚犯等情況。香港電影《監獄風雲》，日本漫畫《頭文字D》，即有以菸祭祀的故事情節。但成本過高，加上世界多禁煙法律，因此以香煙代替線香，只在非常情況，才會出現。

### 電子香
電子香，又名電香爐、長明燈、財神燈。它為新一代的香，原理如同地主神的神桌燈，以燈光取代傳統燒香的香頭。現在的電子香使用LED燈膽，不大耗費電力；及一台電子香的成本大概只是一盒普通香的價錢，而且耐用性高，長時間才需更換，減少燒香長期的固體廢物污染。加上不燃燒、不伐木、無化物，而不釋出有害物，所以不會影響健康及破壞環境生態。

### 網路祭祀
網路祭祀，又名線上祭祀、網絡祭祀。它為新時代以免焚香化寶的方式，在互聯網上，為後人提供永久免費的虛幻祭祖數據平台。雖然能減少因現實中，祭祀而造成的生態環境破壞，但是純屬虛構的祭祀方式。也普遍不被大眾接受。

### 法具
- 蠟燭
- 冥鏹
- 龙香

### 學問
- 香學

### 香味樹脂
- 乳香

### 其他條目
- 進香
- 藏香
- 蚊香
- 禁香

## 相關書目
- 吳自牧，《夢粱錄》，《宋史資料萃編》第四輯
- 葉庭珪，《海錄碎事》
- 張鈞衡，《適園藏書志》

## 相關影視作品
- 2010年中視偶像劇《就是要香戀》

## 外部連結
- 張珣：〈香之為物：進香儀式中香火觀念的物質基礎（页面存档备份，存于）〉
- 張珣：〈香火傳承，進香儀式的核心價值〉，頁196-328。